# Miguel Ayuso Guixot

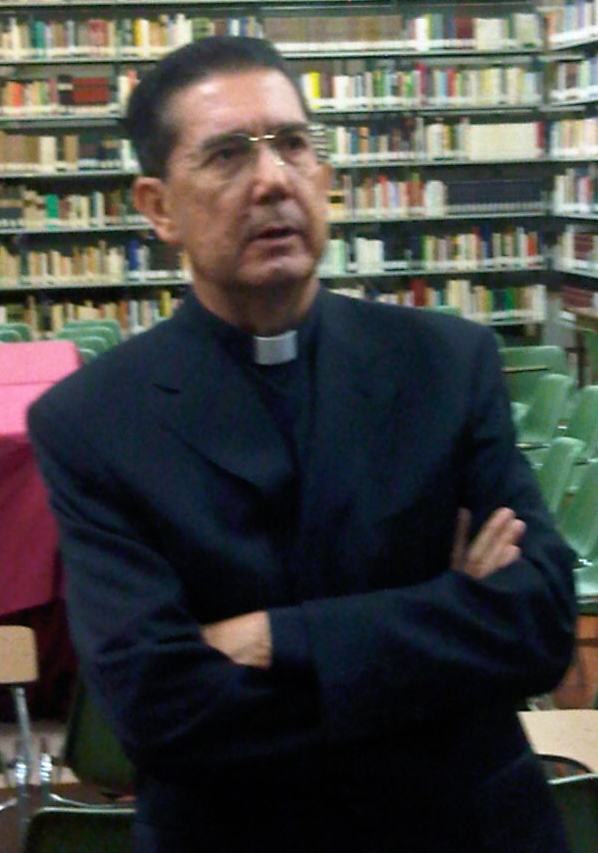
Miguel Ayuso Guixot MCCJ (2011)

Kardinalswappen

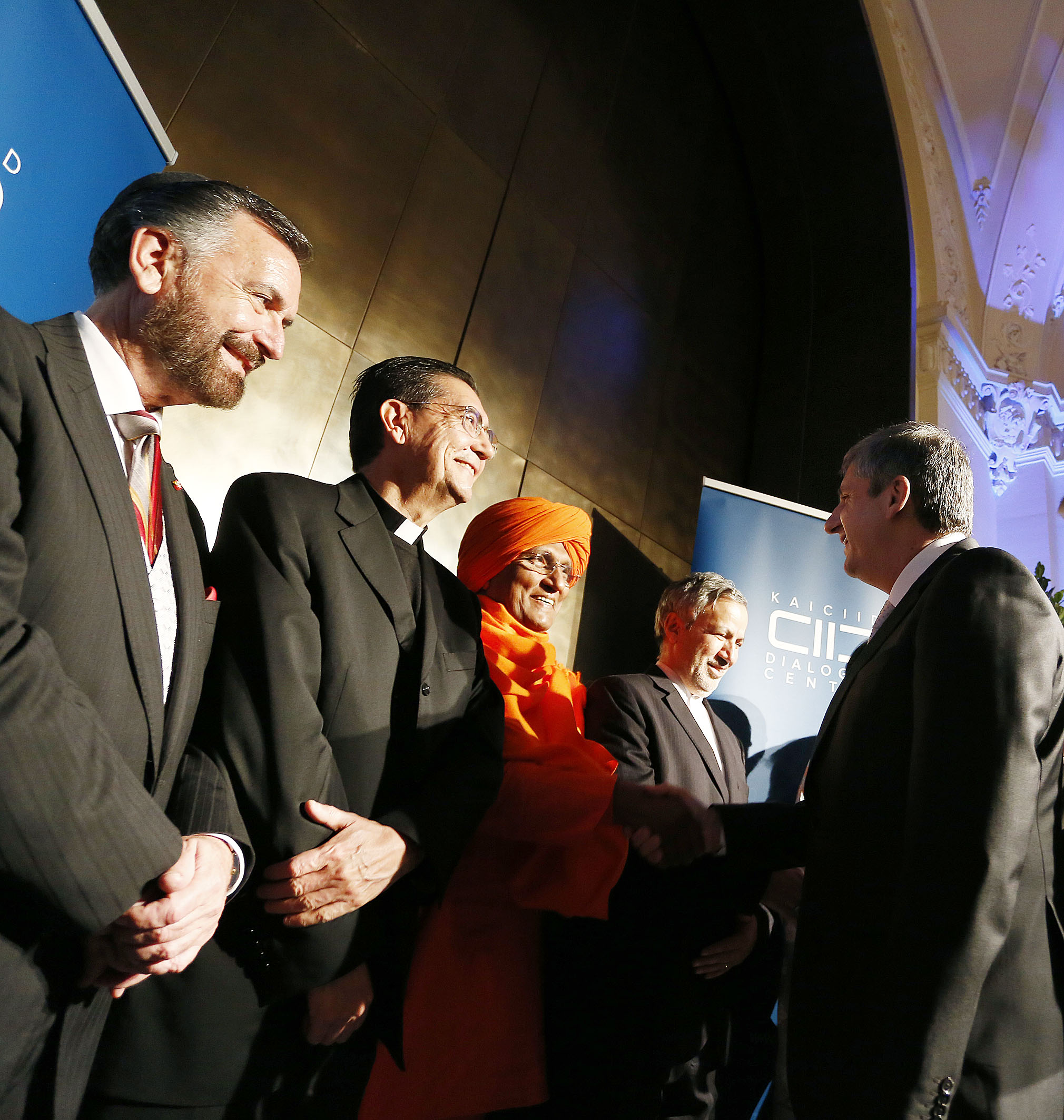
Miguel Ayuso Guixot (2. v. l.) bei der Eröffnung des Zentrums für Interreligiösen und Interkulturellen Dialogs in Wien (November 2012), rechts der damalige österreichische Außenminister Michael Spindelegger

Miguel Ángel Kardinal Ayuso Guixot MCCJ (* 17. Juni 1952 in Sevilla; † 25. November 2024 in Rom) war ein spanischer Ordensgeistlicher, Theologe, Orientalist und Islamwissenschaftler. Er war Präfekt des Dikasteriums für den Interreligiösen Dialog.

## Leben
Miguel Ayuso Guixot trat der Ordensgemeinschaft der Comboni-Missionare bei und legte am 2. Mai 1980 im Instituto de los Misioneros Combonianos del Corazón de Jesús die Profess ab. Er empfing nach seinem Studium der Philosophie und Theologie am 20. September 1980 die Priesterweihe. Ayuso studierte Arabistik und Islamistik (PISAI; Diplom 1982) und wurde 2000 an der Theologischen Fakultät von Granada (Facultad de Teología de Granada) in Dogmatik zum Doktor der Theologie promoviert.
Von 1982 bis 2002 war er Missionar im Sudan und Ägypten. Während dieser Zeit war Ayuso Guixot zudem Professor für Islamistik am interdiözesanen Priesterseminar St. Paul in Khartum (Sudan) (1987–1993) und am Trainingszentrum für Lehrer der christlichen Religionen in Khartum (1991–1994). Er war auch Professor für Arabisch am Dar-Comboni-Zentrum für Arabische Studien in Kairo (1997–2002), das vom Orden der Comboni-Missionare geführt wird. Ayuso Guixot lehrte seit 2002 Islamkunde und dogmatische Theologie am PISAI und war dessen Studiendirektor von 2003 bis 2006.
2006 wurde er Nachfolger von Justo Lacunza SMA als Präsident des Päpstlichen Instituts für Arabische und Islamische Studien (P.I.S.A.I.). 2012 folgte ihm Valentino Cottini.
Am 30. Juni 2012 wurde er von Papst Benedikt XVI. zum Sekretär des Päpstlichen Rates für den Interreligiöser Dialog ernannt. Er löste damit Kurienerzbischof Pier Luigi Celata ab. Papst Franziskus bestätigte Miguel Ayuso Guixot im Amt.
Papst Franziskus ernannte ihn am 29. Januar 2016 zum Titularbischof von Luperciana. Die Bischofsweihe spendete ihm der Papst persönlich am 19. März desselben Jahres. Mitkonsekratoren waren Kurienerzbischof Giovanni Angelo Becciu und Kurienkardinal Fernando Filoni.
Am 25. Mai 2019 ernannte ihn Papst Franziskus zum Präsidenten des Päpstlichen Rates für den Interreligiösen Dialog. Ayuso hatte den Vorsitz des interreligiösen Dialogs in Ländern wie Ägypten, Sudan, Kenia, Äthiopien und Mosambik. Er sprach Spanisch, Arabisch, Französisch, Englisch und Italienisch sowie verschiedene arabische Dialekte.
Am 1. September 2019 gab Papst Franziskus bekannt, ihn im Konsistorium vom 5. Oktober 2019 als Kardinaldiakon in das Kardinalskollegium aufnehmen zu wollen. Bei der Kardinalskreierung wies ihm der Papst am 5. Oktober 2019 die Titeldiakonie San Girolamo della Carità zu. Die Besitzergreifung seiner Titeldiakonie fand am 8. Februar des folgenden Jahres statt.
Er galt als der Architekt des 2019 unterzeichneten „Dokument über die Brüderlichkeit aller Menschen für ein friedliches Zusammenleben in der Welt“ (Documento sulla fratellanza umana per la pace mondiale e la convivenza comune).
Am 21. Februar 2020 ernannte ihn Papst Franziskus zum Mitglied der Kongregation für die orientalischen Kirchen und am 17. November desselben Jahres zum Mitglied der Kongregation für die Evangelisierung der Völker. Mit Inkrafttreten der Apostolischen Konstitution Praedicate Evangelium am 5. Juni 2022 wurde der Päpstliche Rat zum Dikasterium für den Interreligiösen Dialog umbenannt, dessen Leitung Miguel Ayuso Guixot, nun als Kardinalpräfekt, weiterhin ausübte. Am 17. Februar 2024 wurde er Mitglied des Dikasteriums für die Selig- und Heiligsprechungsprozesse.